# Rhyopsocus micropterus
Rhyopsocus micropterus är en insektsart som beskrevs av Edward L. Mockford 1971. Rhyopsocus micropterus ingår i släktet Rhyopsocus och familjen Psoquillidae. Inga underarter finns listade i Catalogue of Life.